# Alexander Škultéty
Alexander Škultéty (* 12. října 1929) je bývalý slovenský fotbalový brankář.

## Hráčská kariéra
V československé lize chytal za Lokomotívu Košice a Křídla vlasti Olomouc, nastoupil v 9 ligových utkáních.

### Prvoligová bilance
| Ročník                               | Zápasy | Góly | Minuty | Nuly | Klub                  |
| ------------------------------------ | ------ | ---- | ------ | ---- | --------------------- |
| Přebor československé republiky 1953 | 8      | 0    | –      | 0    | Lokomotíva Košice     |
| Přebor československé republiky 1954 | 1      | 0    | –      | –    | Křídla vlasti Olomouc |
| CELKEM                               | 9      | 0    | –      | –    |                       |